# Banana Motherfucker
Banana Motherfucker és un curtmetratge portuguès de Fernando Alle i Pedro Florêncio, estrenat el 2011.

## Argument
Un equip d'aventurers pertorba els morts en un cementiri místic i allibera plàtans carnívors que destrueixen el món.

## Reptariment
- Fernando Alle
- Ana Lúcia Chita
- Pedro Florêncio
- Luís Henriques
- Mário Oliveira
- Miguel Plantier

## Distincions
- Millor curt internacional al Nevermore Film Festival 2012
- Menció especial al Buenos Aires Rojo Sangre el 31 d’octubre de 2011.[2]